# Águeda Batista Cedrés
Águeda Marina Batista Cedrés (Arrecife, 5 de junio de 1962), conocida como Águeda Batista, es una exjugadora de balonmano española.

## Trayectoria
Criada en el barrio marinero de Valterra, donde dio sus primeros pasos como jugadora de balonmano en el Colegio Adolfo Topham, jugó en las categorías inferiores del Valterra y del Radio Lanzarote, el equipo de balonmano de la UD Lanzarote. Luego pasó a formar parte del famoso Ibér Valencia, con el que ganó 5 títulos de Liga División de Honor y 5 Copas de la Reina, al que llegó con 18 años, en 1980, compartiendo cancha con jugadoras históricas del balonmano español: Vicenta Cano, Cristina Mayo, Mercedes Fuertes o Sagrario Santana. Como curiosidad aquel Iber Valencia fue el que estuvo invicto durante 78 partidos consecutivos, récord del que fue partícipe Águeda.
Compitió también en 5 Copas de Europas, cayendo ante el Hypo austriaco, el Radnicki Belgrado y el CSKA Sofía, siempre en octavos de final.
A su vuelta a las islas se integra en la AD Vifirehaty con el que en mayo de 1987 logra un ascenso histórico para el balonmano local a la División de Honor Femenina. Posteriormente volvió a jugar en la máxima categoría del balonmano femenino español, en las filas de CD Tahíche.
Águeda Batista fue la primera jugadora de Lanzarote en vestir la camiseta de las Guerreras, con las que jugó 2 mundiales (1987 y 1988) y completando 34 internacionalidades.En 2003 le fue concedida el reconocimiento por parte del Cabildo de Lanzarote como "Leyenda del Deporte".
En 2022 se planteó que el pabellón municipal de Titerroy pudiera llevar su nombreaunque no salió adelante. En 2023 fue la pregonera de las fiestas de su barrio natal.
Actualmente forma parte del cuerpo técnico del San José Obrero y trabaja en el ayuntamiento de Arrecife.

## Títulos
- 5 x División de Honor (1980-81, 1981-82, 1982-83, 1983-84, 1984-85)
- 5 x Copa de la Reina (1981, 1981, 1982, 1983, 1984)